# جان میرز (شناگر)
جان میرز (به انگلیسی: John Meyers) (زادهٔ ۲۹ ژوئیهٔ ۱۸۸۰) شناگر اهل ایالات متحده آمریکا است.